# Fédération autrichienne des sourds
 (juillet 2018).
Si vous disposez d'ouvrages ou d'articles de référence ou si vous connaissez des sites web de qualité traitant du thème abordé ici, merci de compléter l'article en donnant les références utiles à sa vérifiabilité et en les liant à la section « Notes et références ».
La Fédération autrichienne des sourds (Österreichischer Gehörlosenbund, en allemand, ou OEGLB), établie en 1913, est chargée d'aider les sourds et de les soutenir en Autriche. 
Elle prend son nom actuel en 1984. Sa présidente est Helen Jarmer.
La Fédération autrichienne des sourds siège à Vienne et inclut 2 000 membres. Elle est affiliée à la Fédération mondiale des sourds depuis 1951 et à l'Union européenne des sourds depuis 1995.

## Présidents
- 1913–1915 : Karl Pawlek
- 1915–1917 : Josef Pollanetz
- 1917–1919 : Franz Wilhelm
- 1919–1921 : Theodor Kratochwil
- 1921–1923 : Georg Schwarzböck
- 1923–1926 : Karl Pawlek
- 1926–1928 : Theodor Kratochwil
- 1928–1938 : Georg Schwarzböck
- 1940–1943 : Karl Johann Brunner
- 1946–1949 : Heinrich Prochazka
- 1949–1955 : Karl Altenaichinger
- 1956–1960 : Heinrich Prochazka
- 1960–1965 : Karl Johann Brunner
- 1965–1970 : Gerhard Schmidt
- 1970–1985 : Willibald Tapler
- 1985–1997 : Peter Dimmel
- 1997–2001 : Trude Dimmel
- 2001– : Helene Jarmer